# Sphecidae
Gli Sfecidi (Sphecidae Latreille, 1802) sono una famiglia di insetti solitari all'interno della superfamiglia Apoidea, note anche con il nome di "vespe scavatrici" (nonostante non siano delle vespe) per le loro abitudini di sotterrare le loro prede parassitizzate.

## Descrizione
Gli sfecidi sono insetti che possono variare da pochi millimetri di lunghezza ai circa 3-4 centimetri per le specie più grandi. Sono generalmente neri, neri e rossi o neri e gialli, a volte coperti da una leggera pubescenza. Hanno un volo veloce e prediligono luoghi assolati, caldi e asciutti.

## Biologia
Gli adulti succhiano nettare sui fiori ma le larve delle varie specie di Sfecidi sono carnivore. Le femmine adulte ricorrono quindi a vari stratagemmi per fare sì che quando la larva schiuda dall'uovo possa trovare un cibo adatto. Le specie hanno spesso sviluppato il sistema di deporre l'uovo in un nido chiuso insieme ad una quantità di cibo, detto nido pedotrofico.
I nidi degli Sfecidi possono essere molto diversi. Molte specie scavano gallerie più o meno profonde nella terra con i "pettini" che hanno nelle zampe anteriori (per la morfologia vedi Insecta), da cui il nome di vespe scavatrici. Altre possono fare dei nidi di fango o nidificare in cavità del legno che possono trovare pronte o scavare con le mandibole.
Al fine di provvigionare i nidi pedotrofici di prede per le loro larve, le femmine di Sfecidi hanno sviluppato una grande abilità di caccia, oltre che un notevole grado di specializzazione. Le femmine di alcune delle specie più grandi e vistose di Sfecidi, come ad esempio Sphex funerarius di colore nero e rosso, cacciano grosse cavallette che paralizzano con una puntura e seppelliscono in una buca di circa 10-12 cm scavata da loro nel terreno. Sull'ultima cavalletta cacciata la femmina depone un uovo. La larva si nutrirà dei corpi delle cavallette fino a quando, passato lo stadio di ninfa, diventa adulta ed esce dal nido.

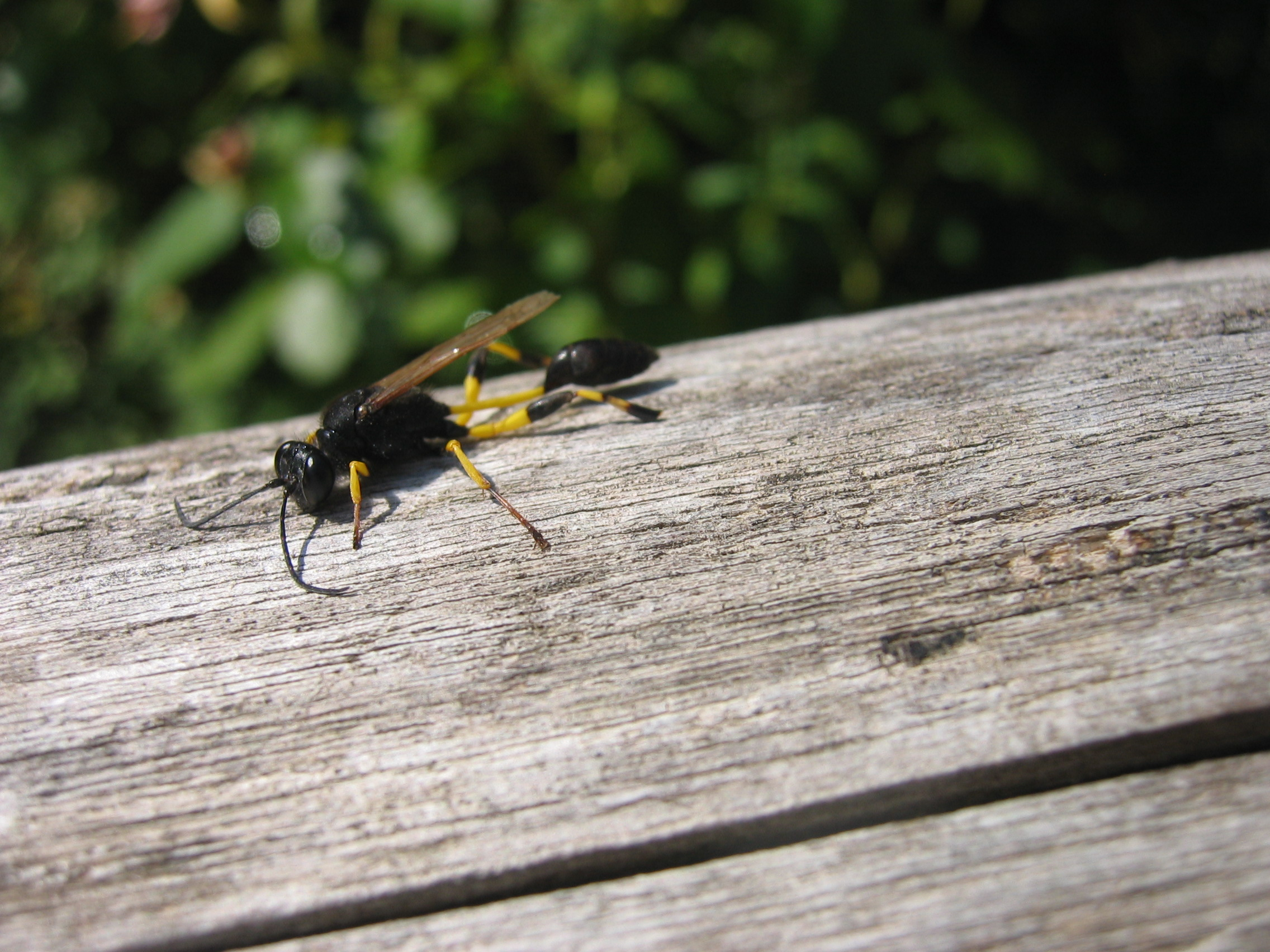
Vespa vasaio

Un'altra specie, il comune Sceliphron spirifex dal volo caratteristico con l'addome nero a goccia tenuto in alto e le lunghe zampe gialle e nere tenute penzoloni, caccia ragni di diverse specie con i cui corpi approvvigiona un nido fatto di fango che costruisce in ripari nascosti, spesso anche all'interno di case.

## Tassonomia
Comprende le seguenti sottofamiglie :

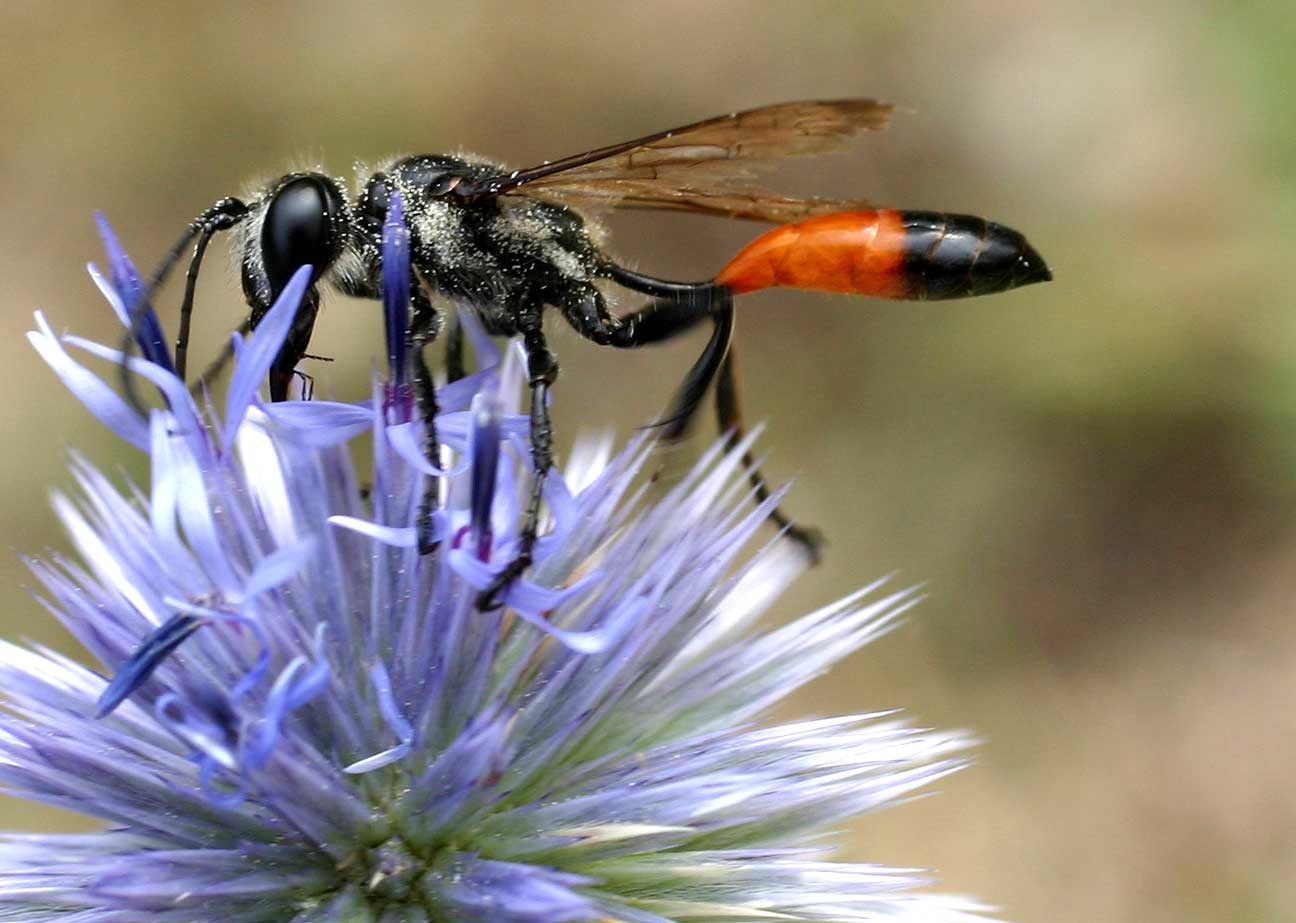
Ammophila sabulosa

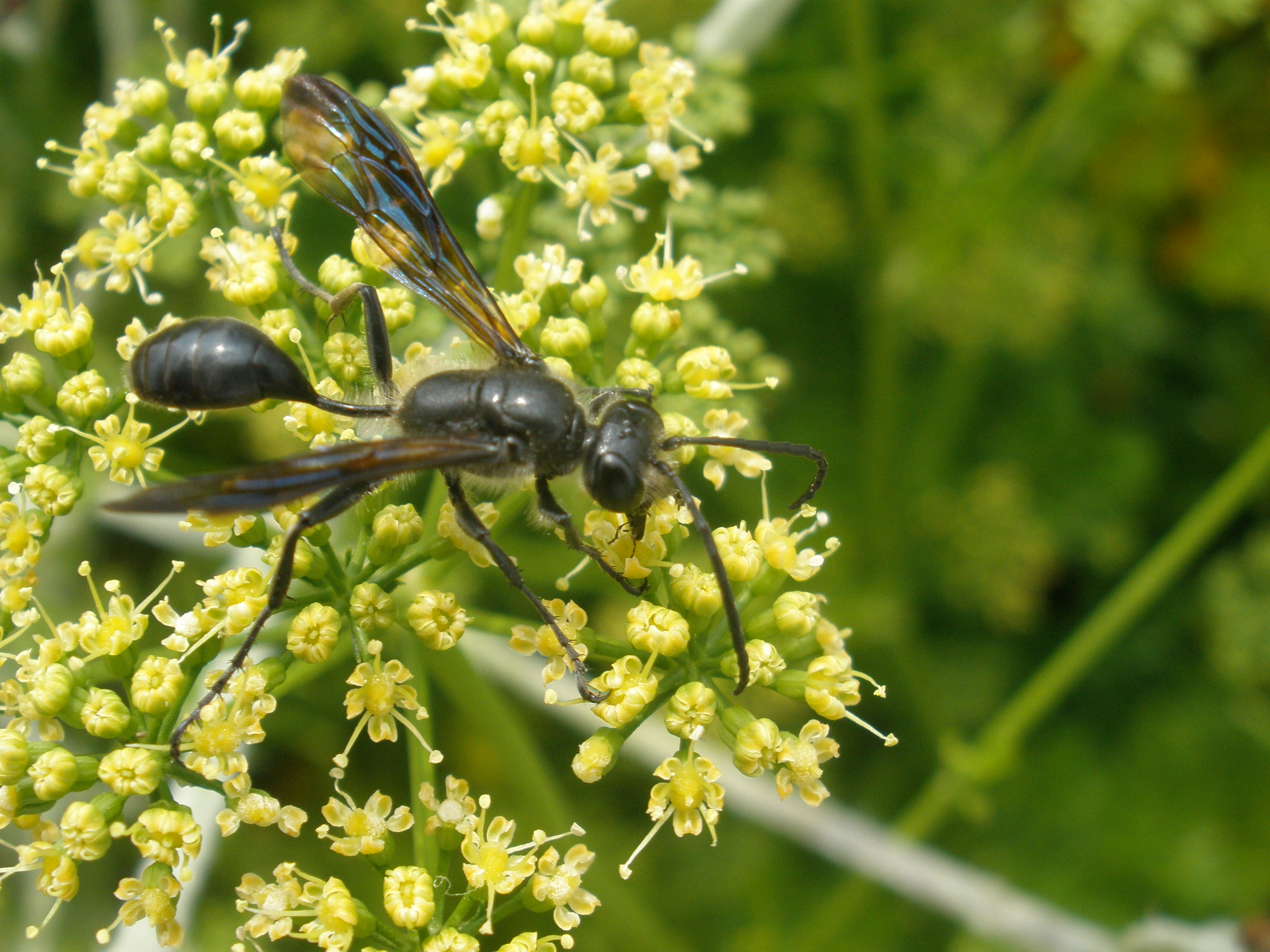
Isodontia mexicana

- Sottofamiglia Ammophilinae André, 1886
  - Tribù Ammophilini
    - Ammophila Kirby, 1798
    - Eremnophila Menke, 1964
    - Eremochares Gribodo, 1883
    - Hoplammophila de Beaumont, 1960
    - Parapsammophila Taschenberg, 1869
    - Podalonia Fernald, 1927
- Sottofamiglia Chloriontinae Fernald, 1905
  - Chlorion Latreille, 1809
- Sottofamiglia Sceliphrinae Ashmead, 1899
  - Tribù Podiini Saussure, 1892
    - Dynatus Lepeletier, 1845
    - Penepodium Menke, 1976
    - Podium Fabricius, 1804
    - Trigonopsis Perty, 1833

  - Tribù Sceliphrini Ashmead, 1899
    - Chalybion Dahlbom, 1843,
    - Hoplisidia† Cockerell, 1906
    - Sceliphron Klug, 1801
- Sottofamiglia Sphecinae Latreille, 1802
  - Tribù Prionychini Bohart & Menke, 1963
    - Chilosphex Menke, 1976
    - Palmodes Kohl, 1890
    - Prionyx Van der Linden, 1827

  - Tribù Sphecini Latreille, 1802.
    - Sphex Linnaeus, 1758
    - Isodontia Patton, 1880
- Sottofamiglia Stangeellinae Bohart and Menke, 1976
  - Tribù Stangeellini Bohart & Menke, 1976
    - Stangeella Menke, 1962

### Specie introdotte
- Isodontia mexicana, una vespa di quasi 2 cm, nera, è una specie tipica della fauna americana che sta piano piano invadendo il continente europeo. Pare che la specie sia arrivata in Francia durante la seconda guerra mondiale viaggiando come "clandestina" nelle navi militari americane. In Italia pare sia arrivata nella seconda metà degli anni ottanta e si sta ancora diffondendo grazie probabilmente alla mancanza di predatori o parassiti. Preda cavallette e nidifica spesso nel cavo delle canne o altre cavità simili.
- Sceliphron curvatum è una specie tipica dell'India e dell'Asia centrale che da pochi anni ha iniziato a diffondersi in Europa. Preda ragni e costruisce  nidi di fango; in Italia è nota dal 1995.